# Seznam dílů seriálu Tlusťoch
Toto je seznam dílů seriálu Tlusťoch.

## Přehled řad
| Řada | Díly | Premiéra v Německu | Premiéra v Německu | Premiéra v ČR | Premiéra v ČR |
| Řada | Díly | První díl          | Poslední díl       | První díl     | Poslední díl  |
| ---- | ---- | ------------------ | ------------------ | ------------- | ------------- |
| 1    | 13   | 5. dubna 2005      | 12. července 2005  | vysíláno      | vysíláno      |
| 2    | 13   | 11. září 2007      | 4. prosince 2007   | vysíláno      | vysíláno      |
| 3    | 13   | 7. července 2009   | 29. září 2009      | vysíláno      | vysíláno      |
| 4    | 13   | 17. dubna 2012     | 21. srpna 2012     | vysíláno      | vysíláno      |

## Seznam dílů

### První řada (2005)
| Č. v seriálu | Č. v řadě | Původní název           | Český název          | Premiéra v Německu |
| ------------ | --------- | ----------------------- | -------------------- | ------------------ |
| 1            | 1         | Bauernopfer             | Obětní beránek       | 5. dubna 2005      |
| 2            | 2         | Kunstfehler             | Lékařské pochybení   | 12. dubna 2005     |
| 3            | 3         | Glaubt mir doch         | Věřte mi!            | 25. dubna 2005     |
| 4            | 4         | Letzter Versuch         | Poslední pokus       | 3. května 2005     |
| 5            | 5         | Unter Verdacht          | V podezření          | 10. května 2005    |
| 6            | 6         | Enttäuschte Erwartungen | Zklamané naděje      | 17. května 2005    |
| 7            | 7         | Die Nummer 1            | Jednička             | 24. května 2005    |
| 8            | 8         | Zu viele Klienten       | Příliš mnoho klientů | 31. května 2005    |
| 9            | 9         | Flächenbrand            | Plošný požár         | 7. června 2005     |
| 10           | 10        | Gemischte Gefühle       | Smíšené pocity       | 14. června 2005    |
| 11           | 11        | Kleine Fische           | Malé ryby            | 28. června 2005    |
| 12           | 12        | Der Preis der Ehre      | Cena cti             | 5. července 2005   |
| 13           | 13        | Südseeträume            | Sny jižních moří     | 12. července 2005  |

### Druhá řada (2007)
| Č. v seriálu | Č. v řadě | Původní název        | Český název       | Premiéra v Německu |
| ------------ | --------- | -------------------- | ----------------- | ------------------ |
| 14           | 1         | Zug um Zug           | Vlak za vlakem    | 11. září 2007      |
| 15           | 2         | Schussfahrt          | Krkolomná jízda   | 18. září 2007      |
| 16           | 3         | Große Pläne          | Velké plány       | 25. září 2007      |
| 17           | 4         | Tisch und Bett       | Stůl a lože       | 2. října 2007      |
| 18           | 5         | Falsche Spur         | Falešná stopa     | 9. října 2007      |
| 19           | 6         | Gefährliche Spiele   | Nebezpečné hrátky | 16. října 2007     |
| 20           | 7         | Getrennte Wege       | Rozdělené cesty   | 23. října 2007     |
| 21           | 8         | Nichts als Ärger     | Jenom mrzutosti   | 30. října 2007     |
| 22           | 9         | Schlafende Hunde     | Spící psi         | 6. listopadu 2007  |
| 23           | 10        | Auf Messers Schneide | Na ostří nože     | 13. listopadu 2007 |
| 24           | 11        | Wahlverwandtschaften | Spřízněni volbou  | 20. listopadu 2007 |
| 25           | 12        | Angstpartie          | Partie strachu    | 27. listopadu 2007 |
| 26           | 13        | Falsche Fährten      | Falešné stopy     | 4. prosince 2007   |

### Třetí řada (2009)
| Č. v seriálu | Č. v řadě | Původní název               | Český název          | Premiéra v Německu |
| ------------ | --------- | --------------------------- | -------------------- | ------------------ |
| 27           | 1         | Falsches Spiel              | Falešná hra          | 7. července 2009   |
| 28           | 2         | Zwischen den Stühlen        | Těžké rozhodování    | 14. července 2009  |
| 29           | 3         | Voll ins Herz               | Srdeční záležitost   | 21. července 2009  |
| 30           | 4         | Herzrasen                   | Běsnící srdce        | 28. července 2009  |
| 31           | 5         | Gefährliche Ratschläge      | Nebezpečná rada      | 4. srpna 2009      |
| 32           | 6         | Glaubensfragen              | Otázka víry          | 11. srpna 2009     |
| 33           | 7         | Sportsfreunde               | Parťáci              | 18. srpna 2009     |
| 34           | 8         | Spiel mit dem Feuer         | Hra s ohněm          | 25. srpna 2009     |
| 35           | 9         | Hinter verschlossenen Türen | Za zavřenými dveřmi  | 1. září 2009       |
| 36           | 10        | Unter falscher Flagge       | Pod falešnou vlajkou | 8. září 2009       |
| 37           | 11        | Nur mit Gewalt              | Násilné řešení       | 15. září 2009      |
| 38           | 12        | Gefährliches Spiel          | Nebezpečná hra       | 21. září 2009      |
| 39           | 13        | Schwere Entscheidung        | Nelehké rozhodnutí   | 29. září 2009      |

### Čtvrtá řada (2012)
| Č. v seriálu | Č. v řadě | Původní název              | Český název                     | Premiéra v Německu |
| ------------ | --------- | -------------------------- | ------------------------------- | ------------------ |
| 40           | 1         | Grenze                     | Hranice                         | 17. dubna 2012     |
| 41           | 2         | Schlag auf Schlag          | Ráz naráz                       | 24. dubna 2012     |
| 42           | 3         | Auf der Suche              | Na stopě                        | 8. května 2012     |
| 43           | 4         | Das dicke Ende             | Nečekané potíže                 | 29. května 2012    |
| 44           | 5         | Zu viele Köche             | Příliš mnoho kuchařů            | 5. června 2012     |
| 45           | 6         | Blinder Eifer              | Slepé nadšení                   | 26. června 2012    |
| 46           | 7         | Alte Freunde – Alte Feinde | Staří přátelé – staří nepřátelé | 3. července 2012   |
| 47           | 8         | Gefährliche Suche          | Nebezpečné pátrání              | 10. července 2012  |
| 48           | 9         | Wirre Zeiten               | Pomatený případ                 | 17. července 2012  |
| 49           | 10        | Späte Reue                 | Pozdě bycha honit               | 24. července 2012  |
| 50           | 11        | Gefährliche Rache          | Nebezpečná pomsta               | 7. srpna 2012      |
| 51           | 12        | Verlustgeschäfte           | Prodělečný podnik               | 14. srpna 2012     |
| 52           | 13        | Unter Verdacht             | Podezření                       | 21. srpna 2012     |